# 棋待詔
棋待詔（きたいしょう）は、中国の唐以降で置かれた官職で、待詔のうち棋（囲碁）をもって仕える役職。その時代の囲碁の名手、国手と呼ばれる者などが務めた。

## 前史 旧王朝における囲碁
後漢の時代には、史家の班固がもっとも古い囲碁論とされている「奕旨」を著し、学者の馬融が「囲棋賦」、文人の李尤が「囲棋銘」を著すなど、宮廷に仕える文化人で水準の高い愛棋家が現れた。晋では竹林の七賢の一人阮籍が愛棋家として知られ、官僚だった范汪による「棊品」ではこの時代の愛棋家たちの棋力が論評されている。南北朝時代には、宋の明帝が棋士を管轄する官庁「囲棋州邑」を設置し、梁の武帝も愛棋家で「棋賦」を残した他、棋手の柳惲に著名棋譜を評定する「棋品」をまとめさせた。

## 唐の時代
待詔は、琴棋書画などの技芸の優れた者が皇帝に召し出される翰林院の役職で、唐の玄宗皇帝が713年（開元元年）に囲碁の優れた者である棋待詔を設けた。当時これには、「囲碁十訣」の作者として後世に知られる王積薪や、顧師言、王倚、順宗に重用された王叔文、滑能、新羅人の朴球などがいた。玄宗は、「忘憂清楽集」に鄭観音という者と対局した棋譜が載せられるなど囲碁好きであり、また新羅の聖徳王の葬儀に弔問使節を送った際は、囲碁の強い近衛兵の楊李膺という者を副使節に加えたという。中唐の頃の顧師言は「旧唐書」宣宗本記で、848年（大中2年）に入唐した日本国王子と対局したと記されていて、蘇鶚「杜陽雑編」ではこの王子はたいへん強く、顧は一手で二つのシチョウを防ぐ鎮神頭という妙手によって勝つことが出来たと書かれている。

## 宋の時代
宋にも棋待詔の制度は引き継がれ、賣充、楊希粲、「棋訣」の作者劉仲甫、「忘憂清楽集」を編した李逸民、沈才子などがいた。宋代には囲碁に関する著作も多く書かれ、囲碁のレベルは大きく向上した。北宋の太宗は自分で詰碁を作るほどの囲碁好きで、作品は「忘憂清楽集」にも収められている。太宗は棋待詔の賣玄（賣元）には三目を置いて打ったが、賣玄は常に1目負にしていた。太宗は賣玄に今度負けたら鞭で打つと言ったところ、賣玄はジゴ（引き分け）にした。そこで太宗は、賣玄が勝てば緋衣を与え、勝てなければ池に投げ込むと言った。すると今度もジゴになったが、賣玄を池に投げ込ませようとすると、賣玄は手にアゲハマが残っているのを見せたという話が「湘山野録」に記されている。
他にも太祖に仕えた官僚の宋白は囲碁論「奕棋序」を著し、仁宗に仕えた張擬は「棋経」（棋経十三篇）を著した。南唐の高官であった潘慎修は宋に仕え、囲碁観をまとめた「棋説」を太祖に献上し、この中の「十要」（仁、全、義、守、礼、変、智、兼、信、克）が後の「囲碁十訣」であるとも言われる。同じく南唐出身の徐鉉は、碁盤上の点の呼び方に、一から十九までの線を用いるようにし、また囲碁術語の解説書「囲棋義例詮釈」を著したとも言われる。南宋の孝宗は女性と碁を打つのが好きで、女性の打ち手も増え、囲碁で客の相手をする棋妓も現れた。南宋末期には「玄玄棋経」が晏天章と厳徳甫によって著された。

## 元・明の時代
元の王族は囲碁への深い執着は無かったが、それまでに倣い囲碁を教えることを務めとする棋官を置く。この時代には、「玄玄棋経」を再編した虞集や、劉因、黄庚などの名手が現れた。奎章閣に勤めていた虞集は文宗に囲碁について問われて、孔子や孟子を引いた上で、碁を習うことは治にいて乱を忘れぬ心がけであると説いたと、「玄玄棋経」序文に記している。
明の時代には、初期には相子先、楼得達、趙九成、氾洪などが国手と呼ばれた。太祖は相子先、楼得達を呼んで対局させ、勝った楼得達に棋官の地位を与えた。嘉靖から万暦の頃に明では最も囲碁が盛んになり、浙江省一帯の永嘉派、安徽省一帯の新安派、北京周辺の京師派の三派が生まれる。永嘉派には鮑一中、李沖、周源、余希聖など、新安派には程汝亮、汪曙、方子謙など、京師派には李釜、顔倫などがいた。明末には、「官子譜」など著し国手とされた過百齢、方子振、林符卿、汪幼清などが名手として名を上げた。